# Poppis
Poppis ist ein Ortsteil der Gemeinde Kressbronn am Bodensee im baden-württembergischen Bodenseekreis in Deutschland.

## Lage
Der Ortsteil Poppis liegt rund zwei Kilometer nordöstlich der Kressbronner Ortsmitte zwischen den anderen Ortsteilen Gattnau, Hüttmannsberg, Riedensweiler, Arensweiler, Krummensteg und Kümmertsweiler.

## Verkehr
Die Kreisstraße 7705 verbindet Poppis mit Kressbronn und den bayerischen Orten Bechtersweiler bzw. Unterreitnau.
 Über die Linie 235 (Kressbronn-Hiltensweiler-Kressbronn) des Bodensee-Oberschwaben Verkehrsverbunds (bodo) ist Poppis in das öffentliche Nahverkehrsnetz eingebunden.

### Wanderwege
Durch Poppis verlaufen mehrere ausgeschilderte Wanderwege, unter anderem die erste Etappe des Jubiläumswegs Bodenseekreis. Sie führt vom Kressbronner Bahnhof nach Neukirch. An dem Aussichtspunkt zwischen Arensweiler und Poppis hat der Wanderer im Frühjahr eine herrliche Aussicht über unzählige blühende Obstbäume und den Bodensee hinüber zum 2.502 Meter hohen Säntis im Appenzellerland.